# HD 142883
HD 142883，又名BD-20 4364，SAO 183972、HR 5934，是一颗恒星，视星等为5.85，位于銀經350.88，銀緯24.09，其B1900.0坐标为赤經15h 51m 49.6s，赤緯-20° 24.09′ 35″。